# Триссенар, Элизабет
Эли́забет Три́ссенар (нем. Elisabeth Trissenaar; 13 апреля 1944, Вена — 14 января 2024, Берлин) — австрийская и немецкая актриса

.

## Биография
Отец Элизабет был нидерландцем. Элизабет Триссенар посещала семинары Макса Рейнхардта в Вене, дебютировала в Бернском городском театре в 1964 году. Служила в театрах Крефельда, Гейдельберга, Бохума и Штутгарта. В 1972—1981 годах состояла в труппе Франкфуртского драматического театра. В этот период началось сотрудничество актрисы с Райнером Вернером Фасбиндером. Триссенар снялась в его фильмах «Больвизер», «Замужество Марии Браун», «В год тринадцати лун» и телесериале «Берлин, Александерплац». Актриса снималась в главных ролях в фильмах Роберта ван Аккерена Das andere Lächeln и Die Reinheit des Herzens, а также в номинировавшемся на премию «Оскар» фильме Агнешки Холланд «Горькая жатва» и фильме «Франца» Ксавера Шварценбергера.
Элизабет Триссенар была замужем за режиссёром Хансом Нойенфельсом, их сын Бенедикт стал кинооператором.